# Главни град света Германија
Главни град света Германија је било име које је Адолф Хитлер дао планираној обнови и редизајну немачког главног града, Берлина, која је требало да наступи након немачке победе у Другом светском рату, сну нацистичког режима. Назив „Германија” за престоницу Рајха био би веома прикладан, јер упркос томе колико ће бити удаљени они који припадају германском расном језгру, ова престоница ће улити осећај јединства.
Хитлер је неколико месеци раније описао своју визију града:
Као светска престоница Берлин ће бити упоредив само са древним Египтом, Вавилоном и Римом! Шта је Лондон, шта је Париз у поређењу са тим!
У то време су постојале сумње да ли је мочварно берлинско тло могло да преузме терет предложених пројеката, што је довело до изградње истражне зграде, која још увек постоји у близини места где би Тријумфална капија била изграђена.
Алберт Шпер, „први архитект Трећег рајха”, направио је много планова у том погледу. Мартин Борман је укорио Шпера када је контактирао протестантске и католичке власти, јер, према Борману, цркве не би требало да добију зграде у новим областима.
Шведски Бохус гранит је увезен да би се користио као грађевински материјал у Германији.
Прва изградња којом је почео да се преуређује град била је градња олимпијског стадиона за Летње олимпијске игре 1936.
Градња на Германији је трајно обустављена у марту 1943.